# Antonio Imbert Barrera
Antonio Imbert Barrera (3 de dezembro de 1920 — 31 de maio de 2016) foi presidente da República Dominicana de 7 de maio de 1965 até 30 de agosto de 1965.
Seu primeiro cargo importante foi como governador de Puerto Plata em 1940. Ele foi removido do cargo pelo ditador Rafael Trujillo por enviar um telegrama a Trujillo informando os nomes dos sobreviventes da fracassada invasão Luperon. Isto provocou, de forma individual, o início do plano de assassínio contra Trujillo.
Em 30 de maio de 1961, Trujillo foi morto quando seu carro foi emboscado em uma estrada fora da capital dominicana. Imbert, acompanhado por Antonio de la Maza, Salvador Estrella Sahdala e o tenente Amado Garcia Guerrero, era o condutor do veículo emboscado. A maioria dos envolvidos no plano de assassinato foram posteriormente capturados e executados, com a exceção de Imbert e Luis Amiama Tió. Imbert passou a clandestinidade até 2 de dezembro.
Como resultado, Imbert foi declarado "Herói Nacional", e foi premiado com o general grau ad vitam. Na Guerra Civil na República Dominicana de 1965, liderou uma das facções em luta que enfrentava o governo constitucionalista liderado pelo coronel Francisco Caamaño, que buscava o retorno de Juan Bosch para a presidência do país. A facção de Imbert, que exigia um Governo de Reconstrução Nacional, foi aprovada pelas tropas dos inspetores estadunidenses, além disso, ele foi um dos colaboradores com os Estados Unidos, finalmente assinou um ato de paz que pôs fim à Guerra de Abril.
Em 21 de março de 1967, foi baleado em Santo Domingo, quando viajava com Marino Garcia. A tentativa de assassinato foi feita por partidários do ditador Trujillo. Ele sobreviveu por dirigir-se a uma clínica médica.
Morreu em 31 de maio de 2016, aos 95 anos.